# منتخب النمسا تحت 18 سنة لهوكي الجليد للسيدات
منتخب النمسا تحت 18 سنة لهوكي الجليد للسيدات هو ممثل النمسا الرسمي في المنافسات الدولية في هوكي الجليد في فئة هوكي الجليد للسيدات ‏ تحت 18 سنة.

## طالع أيضًا
- منتخب النمسا تحت 18 سنة لهوكي الجليد للرجال